# وادي الركا
وادي الركا هو أحد أودية منطقة الرياض في المملكة العربية السعودية.

## الموقع
يقع في جنوب نجد جنوب حصاة قحطان وجنوب محافظة الرين

## طوله
حوالي 280 كم

## اتجاهه العام
إلى الجنوب الشرقي ثم يتجه شرقا ثم يتجه إلى الشمال الشرقي

## منبعه
ينبع من جبال الدخول، وجبل أذقان العطشان

## مصبه
وادي برك

## أهم روافده
- وادي السرة
- وادي أذقان الرويان
- وادي أذقان العطشان
- شعيب السرحي

## أهم القرى الواقعة على ضفافه
- أم الصفار
- جاحد
- همجة النتيفات

## قيل فيه
وادي الركا تجتمع سيوله من أماكن بعيدة ثم يمر جنوب عماية (الحصاة) ثم يشمل ليلقى وادي العمق وقد وردت هذه المعالم في بيت ينسب لزهير :
فسار منها على شيمٍ يؤم بها *** جنبي عماية فالركاء فالعمقا
عماية هي حصاة قحطان والعمقا هو وادي العمق في الرين .